# Francesco Maria Fenzi
Francesco Maria Fenzi (* 24. März 1738 in Zadar, Republik Venedig; † 9. Januar 1829) war ein römisch-katholischer Geistlicher, Erzbischof von Korfu und Lateinischer Patriarch von Jerusalem.

## Leben
Francesco Maria Fenzi empfing am 5. Juni 1762 das Sakrament der Priesterweihe.
Am 20. September 1779 wurde er zum Erzbischof von Korfu ernannt. Die Bischofsweihe spendete ihm am nächsten Tag Kardinal Carlo Rezzonico, Kardinalbischof von Porto e Santa Rufina; Mitkonsekratoren waren Erzbischof Carlo Camuzi und Bischof Pier Luigi Galletti OSB. Bischof Fenzis Einzug in Korfu beschreibt Ferdinand Gregorovius in seinem Buch Wanderjahre in Italien.
Am 3. Januar 1816 resignierte Francesco Maria Fenzi auf den erzbischöflichen Stuhl von Korfu. Er wurde am 23. September 1816 zum Lateinischen Patriarchen von Jerusalem erhoben.